# Rahim C Redcar
Rahim C Redcar, artiestennaam van Rahim Claude Redcar (Nantes, 1 juni 1988), is een Franse zanger. Redcar was voorheen bekend als Christine and the Queens.

## Levensloop en carrière
Rahim Claude Redcar is geboren in Nantes op 1 juni 1988 als Héloïse Adélaïde Létissier. Redcar studeerde af in 2010 en begon datzelfde jaar met zingen onder de naam Christine and the Queens. In 2011 nam Christine and the Queens een eerste EP op genaamd Miséricorde. Na de tweede EP, Mac Abbey, mocht Redcar in het voorprogramma spelen van onder meer Lykke Li, Woodkid en Lilly Wood & The Prick. In 2014 speelde Christine and the Queens in het voorprogramma van Stromae. Zijn eerste album, Chaleur Humaine, leverde een internationale doorbraak op, dankzij de singles Nuit 17 à 52, Sainte Claude, Paradis Perdus en vooral Christine. 
De tweede plaat Chris is verschenen in september 2018. Christine and the Queens ging vanaf toen ook als 'Chris' door het leven en zei zelf : "Chris is een naam die zowel mannelijk als vrouwelijk kan zijn. Dat past bij mij. Ik ben dan wel een vrouw, maar ik zet ook graag mijn machokant in de verf. Moet kunnen, toch? Ik heb een hekel aan hokjesdenken."

### Rahim C Redcar
In 2022 maakte Redcar bekend aangeduid te willen worden met persoonlijke voornaamwoorden 'hij/hem'. Ook veranderde hij zijn artiestennaam naar Rahim C Redcar. Onder die naam kwam zijn derde album Redcar les adorables étoiles uit.

## Discografie

### Albums
| Album met hitnotering(en) in de Vlaamse Ultratop 200 albums | Datum van verschijnen | Datum van binnenkomst | Hoogste positie | Aantal weken | Opmerkingen |
| ----------------------------------------------------------- | --------------------- | --------------------- | --------------- | ------------ | ----------- |
| Chaleur Humaine                                             | 2014                  | 27/09/2014            | 15              | 13           |             |
| Chris                                                       | 2018                  | 29/09/2018            | 5               | 23           |             |

### Singles
| Single met eventuele hitnotering(en) in de Nederlandse Top 40 | Datum van verschijnen | Datum van binnenkomst | Hoogste positie | Aantal weken | Opmerkingen                 |
| ------------------------------------------------------------- | --------------------- | --------------------- | --------------- | ------------ | --------------------------- |
| Christine                                                     | 2014                  | 28-03-2015            | 29              | 6            | Nr. 44 in de Single Top 100 |

| Single met hitnotering(en) in de Vlaamse Ultratop 50 | Datum van verschijnen | Datum van binnenkomst | Hoogste positie | Aantal weken | Opmerkingen    |
| ---------------------------------------------------- | --------------------- | --------------------- | --------------- | ------------ | -------------- |
| Christine                                            | 2014                  | 22/11/2014            | 1(5wk)          | 35           |                |
| Saint-Claude                                         | 2015                  | 11/04/2015            | tip10           |              |                |
| iT                                                   | 2015                  | 01/08/2015            | tip11           |              |                |
| Nuit 17 à 52                                         | 2015                  | 21/11/2015            | tip11           |              |                |
| Intranquillité                                       | 2016                  | 05/03/2016            | tip             |              |                |
| No Harm is Done                                      | 2016                  | 19/03/2016            | tip             |              | met Tunji Ige  |
| Second 2 None                                        | 2017                  | 15/07/2017            | tip19           |              | door Mura Masa |
| Damn, dis-moi                                        | 2018                  | 02/06/2018            | 21              | 10           |                |
| 5 Dollars                                            | 2018                  | 29/09/2018            | Tip12           |              |                |
| La marcheuse                                         | 2018                  | 15/12/2018            | Tip5            |              |                |
| Comme si                                             | 2019                  | 06/04/2019            | Tip35           |              |                |

- Bibliothèque nationale de France: cb166829239 (data)
- Gemeinsame Normdatei: 1059828332
- International Standard Name Identifier: 0000 0004 0853 1260
- Library of Congress Control Number: n2017029997
- MusicBrainz: 9c90ffbf-b137-4dee-bfcc-b8010787840d
- Nationale Bibliotheek van Tsjechië: xx0203753
- Réseau des bibliothèques de Suisse occidentale: 02-A024497050
- Système universitaire de documentation: 180859471
- Virtual International Authority File: 301419647
- WorldCat: E39PBJwxFKjxD7RcfgFMRymGHC